# Битва при Итороро
Битва при Итороро (исп. Batalla de Ytororó) была первой битвой из серии сражений, выигранных бразильской армией в декабре 1868 года на подступах к Асунсьону, во время Парагвайской войны.

## Ход сражения
На 4 декабря 1868 года была назначена высадка бразильской пехоты и артиллерии, которые базировались в районе Чако. Кавалерия под командованием бригадного генерала Жозе Луиша Мена Баррето добралась по суше до приграничного города Санта Хелена в штате Парана и выбрала для высадки левый берег реки.
Утром 6 декабря 1868 года маршал Имперской армии Луиш Алвиш ди Лима и Силва, маркиз (позднее герцог) Кашиас с 16 999 пехотинцами, 926 кавалеристами и 742 артиллеристами двинулся на Вильету, планируя нанести очередной удар по арьергарду парагвайской армии. Парагвайский президент и главнокомандующий Франсиско Солано Лопес был готов к появлению войск противника в тылу своей армии.
Воспользовавшись медленным маршем союзников, Лопес послал полковника Бернардино Кабальеро с 5000 солдат и 12 орудиями, чтобы остановить врага в узком проходе через ручей Итороро. Парагвайская армия под командованием генерала Бернардино Кабальеро включала от пяти до шести тысяч человек, которые были разделены на шестнадцать батальонов пехоты, шесть полков кавалерии, и двенадцать пушек. Пехотой командовал подполковник Герман Серрано. Кавалерия была разделена на два крыла под командованием полковника Валоиса Риваролы и майора Хуана Лансона. В верхней части холма, сразу за мостом через ручей, находилась артиллерия, которой командовал майор Хосе Мария Ромеро. Кабальеро развернул свои войска так, чтобы Кашиасу пришлось пересечь единственный проход через ручей (мост) под шквальным огнём.
5 декабря прибыл герцог Кашиас, чтобы осмотреть лагерь, войска и их готовность. Отвечая на вопрос Кашиаса по поводу оккупации моста через ручей Итороро и его окрестностей, генерал Арголо Феррао сказал, что для этого не было возможности из-за отсутствия достаточного количества кавалерии и даже мулов, чтобы тащить артиллерию. Несмотря на неприятные новости об отсутствии возможности занять окрестности ручья, Кашиас решил двигаться вперед и занять нужную позицию, отправив отряды Жоао Нидерауэра Собриньо и два пехотных батальона, с обещанием увеличить численность сил и огневую мощь, добавив больше пехоты и артиллерии, когда они получат животных для перевозки тяжестей. Путь, ведущий к берегу ручья, был извилист, с густой растительностью, что тормозило движение отрядов, однако, когда Собриньо приехал, парагвайцы уже закрепились на другом берегу реки.
С наступлением темноты генерал Арголо Нидерауэр сообщил о местоположении противника и о том, что ждет дальнейших указаний от Кашиаса. В условиях темноты и малознакомой пересеченной местности маршал приказал Нидерауэру отступить, но занять основные стратегические позиции передовыми силами и ждать до рассвета. Во время ожидания он сообщил, что в среде войск царит праздничная атмосфера: солдаты отдыхают, поют и танцуют возле костров. Сняв таким образом напряжение, солдаты с наступлением рассвета начали готовиться к неизбежному сражению.
Чтобы достичь моста через Итороро, бразильским войскам пришлось преодолеть более двух миль по трудной для кавалерии и артиллерии дороге. Для обеспечения безопасности 2-го корпуса в арьергарде двигались 4 батальона полковника Фернандо Машадо.
Когда основные силы бразильцев подошли к мосту через Итороро, пехота Серрано уже была на месте, ожидая столкновения с ними. Имперская армия атаковала ожидавших их парагвайцев, а 1-й батальон бригады Машадо прикрывал их тыл. С парагвайской стороны полковник Серрано укрепил оборону занятой позиции, зная, что битва на мосту будет очень трудной. Потому он, увеличивая численность войск, использовал только тех, кто находился ближе к противнику. В таких условиях исход битвы больше зависит от навыков солдат, чем от их количества. Кроме того, орудия были размещены так, чтобы не допустить солдат противника на свой берег реки. Первое столкновение было с подполковником Жоао Антонио де Оливейра Валпорто, который с первой линией своего батальона двинулся в узкую горловину под огнём парагвайцев. Его натиск имел успех, так как бразильцы сумели удержать её, столкнувшись с первой линией обороны. Парагвайская пехота оказывала ожесточенное сопротивление и вынудила подполковника отступить на свою сторону реки. Заметив, что батальон отступил, полковник Фернандо Машадо, усиленный 34-м и 48-м добровольческими корпусами, двинулся в атаку, оставив для обороны артиллерии только 13-й корпус. Тем не менее, его атака не удалась, потому что вражеская артиллерия открыла ураганный огонь по его группе. Жоао Нидерауэр с уланами и фланговыми батальонами пересек мост и штурмом вынудил парагвайцев отступить.
Имперская армия слабела, теряя много солдат убитыми и ранеными. Подкрепление генерала Озориу задерживалось, и с наступлением темноты, чтобы вдохновить войска, маршал Кашиас лично повел войска в атаку. Солдаты, уставшие, но воодушевленные личным примером маршала с удвоенной энергией пошли в наступление и захватили позицию окончательно.

## Результаты
Битва при Итороро получила название «Парагвайские Фермопилы». По официальным данным, бразильцы потеряли 285 человек (45 офицеров), 1356 раненых (790 офицеров), 128 контузии (2 офицера), 95 пропавших без вести, всего 1864 человека. По данным Парагвая, 1116 человек погибли, 13 офицеров и 317 солдат убиты, 29 офицеров и 757 солдат ранены.
Кашиас не преследовал Кабальеро и направился на запад, где после высадки в Ипане к нему присоединились кавалерийские дивизии Порту-Алегри и Жоао Мануэля Мена Баррето, чтобы 7 декабря начать продвижение на юг во главе 21 000 человек с 100 пушками, чтобы занять позицию на равнине между Ипане и Потреро-Вальдовинос.
Со своей стороны, поздравив своих командиров, Солано Лопес приказал Кабальеро маневрировать между Итороро и Ломас-Валентинас и занять позицию у подножия холма на левом берегу реки Авай. Несмотря на мнение Кабальеро, который считал, что позиция, полностью открытая, в отличие от Итороро, и не может быть защищена от превосходящих сил противника, Солано Лопес, которого поддержал полковник Серрано, настоял на обороне позиции. 11 декабря парагвайцы потерпят поражение в битве при Авае или Аваи, прелюдии к битве при Ита-Ибате (Ломас-Валентинас).